# Osroes II
Osroes II ou Cosroes II (em parta: 𐭇𐭅𐭎𐭓𐭅; romaniz.: Χusrōw) foi um pretendente ao trono do Império Arsácida em cerca de 190. Sua desconhecida é história, exceto pelas moedas que emitiu. A data do seu reinado sugere que se rebelou contra Vologases IV, mas foi incapaz de se manter contra Vologases V. Suas moedas foram emitidas pela casa da moeda de Ecbátana, sugerindo que controlava a Média.

## Nome
Osroes (em grego: Οσρόης, Osróēs) ou Cosroes (Χοσρόης, Chosróēs) é a variante grega e latina do parta e persa médio Cusrou (𐭇𐭅𐭎𐭓𐭅, Xusrōw) ou Cusrau (Xusraw), que por sua vez deriva do avéstico Haosraua (Haosrauuah), "aquele que tem boa fama". Foi registrado em armênio como Cosrove (Խոսրով, Xosrov), em árabe como Quisra (كسرى, Kisra) em persa novo como Cosrove (خسرو, Ḫosrow).